# الدوري الأمريكي لكرة القدم 2010
الدوري الأمريكي لكرة القدم 2010 (بالإنجليزية: 2010 Major League Soccer season)‏ هو الموسم 15 من  الدوري الأمريكي لكرة القدم. أقيم خلال الفترة 25 مارس 2010 وحتى 21 نوفمبر 2010، وكان عدد الأندية المشاركة فيه  16، وفاز فيه كولورادو رابيدز.